# دانيال لوبيز
دانيال لوبيز (بالإسبانية: Daniel López)‏ (14 مارس 2000 في المكسيك - ) هو لاعب كرة قدم مكسيكي في مركز الهجوم. لعب مع نادي تيخوانا.

## وصلات خارجية
- دانيال لوبيز على موقع قاعدة بيانات كرة القدم.إي يو (الإنجليزية)
- دانيال لوبيز على موقع Soccerway.com (الإنجليزية)
- دانيال لوبيز على موقع عالم كرة القدم.نت (الإنجليزية)